# Alive/Worldwide Tour
Alive/Worldwide Tour (také známý jako Reunion Tour) bylo koncertní turné konané v letech 1996-1997 americkou rockovou skupinou Kiss. Jednalo se o první turné od Dynasty Tour, z roku 1979 na kterém hráli Peter Criss a Ace Frehley.
Turné v původní sestavě v maskách a kostýmech z éry Love Gun vydělalo 143,7 milionů dolarů což z něj dělá nejúspěšnější turné skupiny Kiss.
Setlist na turné se skládal výhradně z písní ze sedmdesátých let což je období této původní sestavy. [zdroj?]

## Seznam písní
Jde o první setlist hraný na Tiger Stadium.
1. "Deuce"
2. "King of the Night Time World"
3. "Do You Love Me?"
4. Calling Dr. Love
5. Cold Gin
6. Christine Sixteen
7. Love Gun
8. Shout It Out Loud
9. "Watchin' You"
10. "Firehouse"
11. "2,000 Man"
12. Shock Me
13. Strutter
14. "Rock Bottom"
15. God of Thunder
16. "New York Groove"
17. Let Me Go, Rock 'n' Roll
18. "100,000 Years"
19. Rock and Roll All Nite
20. Beth
21. Detroit Rock City
22. "Black Diamond"

Další hrané písně jsou "Take Me", "I Stole Your Love", "Shandi", "C'mon and Love Me" a "I Was Made for Lovin' You"

## Turné v datech
| Datum                             | Město                       | Stát                   | Místo konání                   |                   |                   |
| Zahřívací koncert                 | Zahřívací koncert           | Zahřívací koncert      | Zahřívací koncert              | Zahřívací koncert | Zahřívací koncert |
| --------------------------------- | --------------------------- | ---------------------- | ------------------------------ | ----------------- | ----------------- |
| 15. června 1996                   | Irvine, Kalifornie          | Spojené státy americké | Irvine Meadows Amphitheater    |                   |                   |
| Severní Amerika                   |                             |                        |                                |                   |                   |
| 28. června 1996                   | Detroit, Michigan           | Spojené státy americké | Tiger Stadium                  |                   |                   |
| 30. června 1996                   | Louisville, Kentucky        | Spojené státy americké | Freedom Hall                   |                   |                   |
| 2,července 1996                   | St. Louis, Missouri         | Spojené státy americké | Kiel Center                    |                   |                   |
| 3. července 1996                  | Kansas City, Missouri       | Spojené státy americké | Kemper Arena                   |                   |                   |
| 5. července 1996                  | Dallas, Texas               | Spojené státy americké | Reunion Arena                  |                   |                   |
| 6. července 1996                  | Houston, Texas              | Spojené státy americké | The Summit                     |                   |                   |
| 7. července 1996                  | San Antonio, Texas          | Spojené státy americké | Alamodome                      |                   |                   |
| 9. července 1996                  | New Orleans, Louisiana      | Spojené státy americké | Louisiana Superdome            |                   |                   |
| 10. července 1996                 | Memphis, Tennessee          | Spojené státy americké | Pyramid Arena                  |                   |                   |
| 12. července 1996                 | Moline, Illinois            | Spojené státy americké | MARK of the Quad Cities        |                   |                   |
| 13. července 1996                 | Saint Paul, Minnesota       | Spojené státy americké | St. Paul Civic Center          |                   |                   |
| 14. července 1996                 | Rosemont, Illinois          | Spojené státy americké | Rosemont Horizon               |                   |                   |
| 16. července 1996                 | Rosemont, Illinois          | Spojené státy americké | Rosemont Horizon               |                   |                   |
| 17. července 1996                 | Dayton, Ohio                | Spojené státy americké | Ervin J. Nutter Center         |                   |                   |
| 19. července 1996                 | Cleveland, Ohio             | Spojené státy americké | Gund Arena                     |                   |                   |
| 20. července 1996                 | Cleveland, Ohio             | Spojené státy americké | Gund Arena                     |                   |                   |
| 21. července 1996                 | Pittsburgh, Pensylvánie     | Spojené státy americké | Civic Arena                    |                   |                   |
| 22. července 1996                 | Pittsburgh, Pensylvánie     | Spojené státy americké | Civic Arena                    |                   |                   |
| 25. července 1996                 | Manhattan, New York         | Spojené státy americké | Madison Square Garden          |                   |                   |
| 26. července 1996                 | Manhattan, New York         | Spojené státy americké | Madison Square Garden          |                   |                   |
| 27. července 1996                 | Manhattan, New York         | Spojené státy americké | Madison Square Garden          |                   |                   |
| 28. července 1996                 | Manhattan, New York         | Spojené státy americké | Madison Square Garden          |                   |                   |
| 30. července 1996                 | Boston, Massachusetts       | Spojené státy americké | TD Garden                      |                   |                   |
| 31. července 1996                 | Boston, Massachusetts       | Spojené státy americké | TD Garden                      |                   |                   |
| 2. srpna 1996                     | Québec                      | Kanada                 | Colisée Pepsi                  |                   |                   |
| 3. srpna 1996                     | Montréal, Québec            | Kanada                 | Centre Bell                    |                   |                   |
| 5. srpna 1996                     | Ottawa, Ontario             | Kanada                 | Corel Centre                   |                   |                   |
| 6. srpna 1996                     | Toronto, Ontario            | Kanada                 | SkyDome                        |                   |                   |
| 8. srpna 1996                     | Cincinnati, Ohio            | Spojené státy americké | Riverfront Coliseum            |                   |                   |
| 9. srpna 1996                     | Indianapolis, Indiana       | Spojené státy americké | Market Square Arena            |                   |                   |
| 10. srpna 1996                    | Milwaukee, Wisconsin        | Spojené státy americké | Bradley Center                 |                   |                   |
| Monsters of Rock                  |                             |                        |                                |                   |                   |
| 17. srpna 1996                    | Donington Park, Anglie      | Spojené království     | Monsters of Rock               |                   |                   |
| Severní Amerika                   |                             |                        |                                |                   |                   |
| 21. srpna 1996                    | Phoenix, Arizona            | Spojené státy americké | America West Arena             |                   |                   |
| 23. srpna 1996                    | Inglewood, Kalifornie       | Spojené státy americké | Great Western Forum            |                   |                   |
| 24. srpna 1996                    | Inglewood, Kalifornie       | Spojené státy americké | Great Western Forum            |                   |                   |
| 25. srpna 1996                    | Inglewood, Kalifornie       | Spojené státy americké | Great Western Forum            |                   |                   |
| 27. srpna 1996                    | San Jose, Kalifornie        | Spojené státy americké | San Jose Arena                 |                   |                   |
| 28. srpna 1996                    | Sacramento, Kalifornie      | Spojené státy americké | ARCO Arena                     |                   |                   |
| 30. srpna 1996                    | Portland, Oregon            | Spojené státy americké | Rose Garden Arena              |                   |                   |
| 31. srpna 1996                    | Tacoma, Washington          | Spojené státy americké | Tacoma Dome                    |                   |                   |
| 1. září 1996                      | Spokane, Washington         | Spojené státy americké | Spokane Arena                  |                   |                   |
| 2. září 1996                      | Vancouver, Britská Kolumbie | Kanada                 | General Motors Place           |                   |                   |
| 5. září 1996                      | Salt Lake City, Utah        | Spojené státy americké | Delta Center                   |                   |                   |
| 7. září 1996                      | Denver                      | Spojené státy americké | McNichols Sports Arena         |                   |                   |
| 8. září 1996                      | Denver                      | Spojené státy americké | McNichols Sports Arena         |                   |                   |
| 10. září 1996                     | Valley Center               | Spojené státy americké | Kansas Coliseum                |                   |                   |
| 11. září 1996                     | Oklahoma City               | Spojené státy americké | Myriad Convention Center       |                   |                   |
| 13. září 1996                     | Tupelo                      | Spojené státy americké | Tupelo Coliseum                |                   |                   |
| 14. září 1996                     | Birmingham                  | Spojené státy americké | BJCC Arena                     |                   |                   |
| 15. září 1996                     | Pensacola                   | Spojené státy americké | Pensacola Civic Center         |                   |                   |
| 17. září 1996                     | Miami                       | Spojené státy americké | Miami Arena                    |                   |                   |
| 19. září 1996                     | Jacksonville                | Spojené státy americké | Jacksonville Coliseum          |                   |                   |
| 20. září 1996                     | St. Petersburg              | Spojené státy americké | Thunderdome                    |                   |                   |
| 22. září 1996                     | Orlando                     | Spojené státy americké | Orlando Arena                  |                   |                   |
| 24. září 1996                     | Severní Charleston          | Spojené státy americké | North Charleston Coliseum      |                   |                   |
| 25. září 1996                     | Columbia                    | Spojené státy americké | Carolina Coliseum              |                   |                   |
| 27. září 1996                     | Charlotte                   | Spojené státy americké | Charlotte Coliseum             |                   |                   |
| 28. září 1996                     | Greensboro                  | Spojené státy americké | Greensboro Coliseum            |                   |                   |
| 29. září 1996                     | Knoxville                   | Spojené státy americké | Thompson-Boling Arena          |                   |                   |
| 1. října 1996                     | Atlanta                     | Spojené státy americké | The Omni                       |                   |                   |
| 2. října 1996                     | Atlanta                     | Spojené státy americké | The Omni                       |                   |                   |
| 4. října 1996                     | Roanoke                     | Spojené státy americké | Roanoke Civic Center           |                   |                   |
| 5. října 1996                     | Hampton                     | Spojené státy americké | Hampton Coliseum               |                   |                   |
| 6. října 1996                     | Landover                    | Spojené státy americké | US Air Arena                   |                   |                   |
| 7. října 1996                     | Landover                    | Spojené státy americké | US Air Arena                   |                   |                   |
| 8. října 1996                     | Filadelfie                  | Spojené státy americké | Core States Center             |                   |                   |
| 9. října 1996                     | Filadelfie                  | Spojené státy americké | Core States Center             |                   |                   |
| 11. října 1996                    | Filadelfie                  | Spojené státy americké | Core States Center             |                   |                   |
| 12. října 1996                    | Albany                      | Spojené státy americké | Knickerbocker Arena            |                   |                   |
| 13. října 1996                    | Buffalo                     | Spojené státy americké | First Niagara Center           |                   |                   |
| 15. října 1996                    | Indianapolis                | Spojené státy americké | Market Square Arena            |                   |                   |
| 16. října 1996                    | Auburn Hills                | Spojené státy americké | The Palace of Auburn Hills     |                   |                   |
| 17. října 1996                    | Auburn Hills                | Spojené státy americké | The Palace of Auburn Hills     |                   |                   |
| 18. října 1996                    | Lexington                   | Spojené státy americké | Rupp Arena                     |                   |                   |
| 20. října 1996                    | Cleveland                   | Spojené státy americké | Gund Arena                     |                   |                   |
| 21. října 1996                    | Rosemont                    | Spojené státy americké | Rosemont Horizon               |                   |                   |
| 23. října 1996                    | Omaha                       | Spojené státy americké | Omaha Civic Auditorium         |                   |                   |
| 24. října 1996                    | Omaha                       | Spojené státy americké | Omaha Civic Auditorium         |                   |                   |
| 26. října 1996                    | Las Cruces                  | Spojené státy americké | Pan American Center            |                   |                   |
| 27. října 1996                    | Albuquerque                 | Spojené státy americké | Tingley Coliseum               |                   |                   |
| 29. října 1996                    | San Diego                   | Spojené státy americké | San Diego Sports Arena         |                   |                   |
| 31. října 1996                    | Irvine                      | Spojené státy americké | Irvine Meadows Amphitheater    |                   |                   |
| 1. listopadu 1996                 | Irvine                      | Spojené státy americké | Irvine Meadows Amphitheater    |                   |                   |
| 2. listopadu 1996                 | Paradise                    | Spojené státy americké | MGM Grand Garden Arena         |                   |                   |
| 5. listopadu 1996                 | Austin                      | Spojené státy americké | Frank Erwin Center             |                   |                   |
| 6. listopadu 1996                 | Lafayette                   | Spojené státy americké | Cajundome                      |                   |                   |
| 7. listopadu 1996                 | Shreveport                  | Spojené státy americké | Hirsch Memorial Coliseum       |                   |                   |
| 9. listopadu 1996                 | Little Rock                 | Spojené státy americké | Barton Coliseum                |                   |                   |
| 10. listopadu 1996                | Dallas                      | Spojené státy americké | Reunion Arena                  |                   |                   |
| Evropa                            |                             |                        |                                |                   |                   |
| 20. listopadu 1996                | Birmingham                  | Anglie                 | NEC Arena                      |                   |                   |
| 21. listopadu 1996                | Manchester                  | Anglie                 | MEN Arena                      |                   |                   |
| 25. listopadu 1996                | Londýn                      | Anglie                 | Stadion Wembley                |                   |                   |
| 1. prosince 1996                  | Brusel                      | Belgie                 | Forest National                |                   |                   |
| 2. prosince 1996                  | Paříž                       | Francie                | Le Zénith                      |                   |                   |
| 4. prosince 1996                  | Berlín                      | Německo                | Deutschlandhalle               |                   |                   |
| 6. prosince 1996                  | Stockholm                   | Švédsko                | Ericsson Globe                 |                   |                   |
| 7. prosince 1996                  | Göteborg                    | Švédsko                | Skandinávie                    |                   |                   |
| 8. prosince 1996                  | Oslo                        | Norsko                 | Oslo Spektrum                  |                   |                   |
| 10. prosince 1996                 | Rotterdam                   | Nizozemí               | Ahoy Rotterdam                 |                   |                   |
| 11. prosince 1996                 | Frankfurt                   | Německo                | Festhalle Frankfurt            |                   |                   |
| 12. prosince 1996                 | Oberhausen                  | Německo                | Oberhausen Arena               |                   |                   |
| 14. prosince 1996                 | Praha                       | Česko                  | Tipsport arena                 |                   |                   |
| 15. prosince 1996                 | Praha                       | Česko                  | Tipsport arena                 |                   |                   |
| 16. prosince 1996                 | Vídeň                       | Rakousko               | Libro Music Hall               |                   |                   |
| 18. prosince 1996                 | Milán                       | Itálie                 | Filaforum                      |                   |                   |
| 19. prosince 1996                 | Curych                      | Švýcarsko              | Hallenstadion                  |                   |                   |
| 20. prosince 1996                 | Stuttgart                   | Německo                | Schleyerhalle                  |                   |                   |
| 21. prosince 1996                 | Dortmund                    | Německo                | Westfalenhalle                 |                   |                   |
| Severní Amerika                   |                             |                        |                                |                   |                   |
| 28. prosince 1996                 | Worcester                   | Spojené státy americké | The Centrum                    |                   |                   |
| 29. prosince 1996                 | Uniondale                   | Spojené státy americké | Nassau Coliseum                |                   |                   |
| 30. prosince 1996                 | Hartford                    | Spojené státy americké | Hartford Civic Center          |                   |                   |
| 31. prosince 1996                 | East Rutherford             | Spojené státy americké | Continental Airlines Arena     |                   |                   |
| Asie                              |                             |                        |                                |                   |                   |
| 18. ledna 1997                    | Tokio                       | Japonsko               | Tokyo Dome                     |                   |                   |
| 20. ledna 1997                    | Nagoya                      | Japonsko               | Nagoya Rainbow Hall            |                   |                   |
| 21. ledna 1997                    | Osaka                       | Japonsko               | Osaka Castle Hall              |                   |                   |
| 22. ledna 1997                    | Osaka                       | Japonsko               | Osaka Castle Hall              |                   |                   |
| 24. ledna 1997                    | Fukuoka                     | Japonsko               | Kokusai Center                 |                   |                   |
| 25. ledna 1997                    | Hirošima                    | Japonsko               | Sun Plaza Hall                 |                   |                   |
| Oceánie                           |                             |                        |                                |                   |                   |
| 31. ledna 1997                    | Auckland                    | Nový Zéland            | Auckland Supertop              |                   |                   |
| 3. února 1997                     | Brisbane                    | Austrálie              | Brisbane Entertainment Centre  |                   |                   |
| 5. února 1997                     | Sydney                      | Austrálie              | Sydney Entertainment Centre    |                   |                   |
| 6. února 1997                     | Sydney                      | Austrálie              | Sydney Entertainment Centre    |                   |                   |
| 9. února 1997                     | Perth                       | Austrálie              | Burswood Dome                  |                   |                   |
| 11. února 1997                    | Adelaide                    | Austrálie              | Memorial Drive Tennis Centre   |                   |                   |
| 13. února 1997                    | Melbourne                   | Austrálie              | Rod Laver Arena                |                   |                   |
| 14. února 1997                    | Melbourne                   | Austrálie              | Rod Laver Arena                |                   |                   |
| 15. února 1997                    | Melbourne                   | Austrálie              | Rod Laver Arena                |                   |                   |
| Severní Amerika                   |                             |                        |                                |                   |                   |
| 7. března 1997                    | Mexico City                 | Mexico                 | Palacio de los Deportes        |                   |                   |
| 8. března 1997                    | Mexico City                 | Mexico                 | Palacio de los Deportes        |                   |                   |
| 9. března 1997                    | Mexico City                 | Mexico                 | Palacio de los Deportes        |                   |                   |
| Jižní Amerika                     |                             |                        |                                |                   |                   |
| 11. března 1997                   | Santiago                    | Chile                  | Velodromo del Estadio Nacional |                   |                   |
| 14. března 1997                   | Buenos Aires                | Argentina              | River Plate Stadium            |                   |                   |
| Severní Amerika (Lost Cities Leg) |                             |                        |                                |                   |                   |
| 21. března 1997                   | New Haven                   | Spojené státy americké | New Haven Coliseum             |                   |                   |
| 22. března 1997                   | Springfield                 | Spojené státy americké | Springfield Civic Center       |                   |                   |
| 23. března 1997                   | Providence                  | Spojené státy americké | Providence Civic Center        |                   |                   |
| 25. března 1997                   | Portland                    | Spojené státy americké | Cumberland County Civic Center |                   |                   |
| 27. března 1997                   | Wheeling                    | Spojené státy americké | Wheeling Civic Center          |                   |                   |
| 28. března 1997                   | Hamilton, Ontario           | Kanada                 | Copps Coliseum                 |                   |                   |
| 29. března 1997                   | University Park             | Spojené státy americké | Bryce Jordan Center            |                   |                   |
| 31. března 1997                   | Charleston                  | Spojené státy americké | Charleston Civic Center        |                   |                   |
| 1. dubna 1997                     | Baltimore                   | Spojené státy americké | Baltimore Civic Center         |                   |                   |
| 2. dubna 1997                     | Richmond                    | Spojené státy americké | Richmond Coliseum              |                   |                   |
| 4. dubna 1997                     | Chapel Hill                 | Spojené státy americké | Dean Smith Center              |                   |                   |
| 5. dubna 1997                     | Columbus                    | Spojené státy americké | Columbus Civic Center          |                   |                   |
| 6. dubna 1997                     | Nashville                   | Spojené státy americké | Bridgestone Arena              |                   |                   |
| 8. dubna 1997                     | Evansville                  | Spojené státy americké | Roberts Stadium                |                   |                   |
| 9. dubna 1997                     | Fort Wayne                  | Spojené státy americké | Fort Wayne Coliseum            |                   |                   |
| 10. dubna 1997                    | Grand Rapids                | Spojené státy americké | Van Andel Arena                |                   |                   |
| 12. dubna 1997                    | Toledo                      | Spojené státy americké | John F. Savage Hall            |                   |                   |
| 13. dubna 1997                    | Peoria                      | Spojené státy americké | Peoria Civic Center            |                   |                   |
| 15. dubna 1997                    | St. Louis                   | Spojené státy americké | Kiel Center                    |                   |                   |
| 16. dubna 1997                    | Topeka                      | Spojené státy americké | Landon Arena                   |                   |                   |
| 18. dubna 1997                    | Sioux Falls                 | Spojené státy americké | Sioux Falls Arena              |                   |                   |
| 19. dubna 1997                    | Ames                        | Spojené státy americké | Hilton Coliseum                |                   |                   |
| 20. dubna 1997                    | Cedar Rapids                | Spojené státy americké | Five Seasons Center            |                   |                   |
| 22. dubna 1997                    | Saint Paul                  | Spojené státy americké | St. Paul Civic Center          |                   |                   |
| 23. dubna 1997                    | Madison                     | Spojené státy americké | Dane County Expo Coliseum      |                   |                   |
| 25. dubna 1997                    | Mankato                     | Spojené státy americké | Mankato Civic Center           |                   |                   |
| 26. dubna 1997                    | Fargo                       | Spojené státy americké | Fargodome                      |                   |                   |
| 27. dubna 1997                    | Bismarck                    | Spojené státy americké | Bismarck Civic Center          |                   |                   |
| 29. dubna 1997                    | Winnipeg                    | Kanada                 | Winnipeg Arena                 |                   |                   |
| 30. dubna 1997                    | Winnipeg                    | Kanada                 | Winnipeg Arena                 |                   |                   |
| 1. května 1997                    | Saskatoon                   | Kanada                 | Saskatchewan Place             |                   |                   |
| 2. května 1997                    | Edmonton                    | Kanada                 | Edmonton Coliseum              |                   |                   |
| 3. května 1997                    | Calgary                     | Kanada                 | Canadian Airlines Saddledome   |                   |                   |
| 5. května 1997                    | Seattle                     | Spojené státy americké | KeyArena                       |                   |                   |
| 6. května 1997                    | Vancouver                   | Kanada                 | General Motors Place           |                   |                   |
| Evropa (Once Wasn't Enough Tour)  |                             |                        |                                |                   |                   |
| 16. května 1997                   | Nürburgring                 | Německo                | Rock Am Ring                   |                   |                   |
| 18. května 1997                   | Norimberk                   | Německo                | Rock Im Park                   |                   |                   |
| 21. května 1997                   | Berlin                      | Německo                | Waldbühne                      |                   |                   |
| 22. května 1997                   | Leipzig                     | Německo                | Messehalle                     |                   |                   |
| 24. května 1997                   | Hamburg                     | Německo                | Trabrennbahn Bahrenfeld        |                   |                   |
| 29. května 1997                   | Wels                        | Rakousko               | Messegelände                   |                   |                   |
| 31. května 1997                   | Imst                        | Rakousko               | Skiarena Imst                  |                   |                   |
| 1. června 1997                    | Curych                      | Švýcarsko              | Hallenstadion                  |                   |                   |
| 4. června 1997                    | Bělehrad                    | Jugoslávie             | Sajam Hall 1                   |                   |                   |
| 5. června 1997                    | Budapešť                    | Maďarsko               | Városliget                     |                   |                   |
| 7. června 1997                    | Praha                       | Česko                  | Na Julisce                     |                   |                   |
| 10. června 1997                   | Ghent                       | Belgie                 | Flanders Expo Arena            |                   |                   |
| 11. června 1997                   | Utrecht                     | Nizozemí               | Prins Van Oranjehal            |                   |                   |
| 14. června 1997                   | Stockholm                   | Švédsko                | Stockholms Stadion             |                   |                   |
| 15. června 1997                   | Stockholm                   | Švédsko                | Stockholms Stadion             |                   |                   |
| 17. června 1997                   | Helsinki                    | Finsko                 | Hartwall Arena                 |                   |                   |
| 19. června 1997                   | Oslo                        | Norsko                 | Oslo Spektrum                  |                   |                   |
| 21. června 1997                   | Kodaň                       | Dánsko                 | Valby Idrætspark               |                   |                   |
| 25. června 1997                   | Madrid                      | Španělsko              | Palacio de los Deportes        |                   |                   |
| 26. června 1997                   | Zaragoza                    | Španělsko              | Plaza de Toros de Zaragoza     |                   |                   |
| 30. června 1997                   | Barcelona                   | Španělsko              | Palau dels Esports             |                   |                   |
| 2. července 1997                  | Ženeva                      | Švýcarsko              | Geneva Arena                   |                   |                   |
| 5. července 1997                  | Londýn                      | Anglie                 | Finsbury Park                  |                   |                   |